# Mwinga Mwanjala
Mwinga Mwanjala (* 13. Januar 1960) ist eine ehemalige tansanische Mittel- und Langstreckenläuferin.
Bei den British Commonwealth Games 1974 in Christchurch erreichte sie über 800 Meter das Halbfinale und schied über 1500 Meter im Vorlauf aus. 1978 wurde sie bei den Commonwealth Games in Edmonton Siebte über 3000 Meter und scheiterte über 1500 Meter im Vorlauf.
Bei den Olympischen Spielen 1980 in Moskau startete sie über 800 und 1500 Meter, kam aber jeweils nicht über die erste Runde hinaus. Auch beim 3000-Meter-Lauf der Olympischen Spiele 1984 in Los Angeles schied sie im Vorlauf aus.

## Bestzeiten
- 800 m: 2:05,15 min, 1980
- 1500 m: 4:19,6 min, 1974
- 3000 m: 9:38,96 min, 1984